# Rajkot
Rajkot är den största staden på den indiska halvön Kathiawar i delstaten Gujarat och är centralort i ett distrikt med samma namn som staden. Rajkot är en av Gujarats största städer och hade cirka 1,3 miljoner invånare vid folkräkningen 2011. Storstadsområdet beräknades ha cirka 1,8 miljoner invånare 2018.
Staden har en flygplats, Rajkot Airport.